# حرب تشينغهاي والتبت
كانت حرب تشينغهاي والتبت نزاعًا وقع خلال الحرب الصينية التبتية. أراد تمردٌ بقيادة الدالاي لاما وبدعم بريطاني توسيع النزاع الأصلي القائم بين الجيش التبتي و«ليو وينهوي» (عصبة سيتشوان) في شيكانغ،  لمهاجمة تشينغهاي، وهي منطقة في شمال شرق التبت. هاجم الجيش التبتي متخذًا خلافًا متعلقًا بأحد الأديرة في يوشو في تشينغهاي ذريعةً للحرب في 1932. غلب الجنرال المسلم من تشينغهاي «ما بوفانغ» الجيوش التبتية واستعاد عدة مقاطعات في إقليم شيكانغ. نُزعت شيكو وديج ومقاطعات أخرى من سيطرة التبتيين. قاد الجنرال المسلم ما بياو الحرب ضد الجيش التبتي. دُفع التبتيون إلى الجانب الآخر من نهر جينشا. استعاد جيش تشينغهاي مقاطعات كانت تحت سيطرة الجيش التبتي منذ 1919. وهدد نصر جيش تشينغهاي خطوط إمداد القوات التبتية في مقاطعتي غانزي (غارزي) وشينلونغ. ونتيجة لذلك، أُجبر هذا الجزء من الجيش التبتي على الانسحاب. حذر ما وليو المسؤولين التبتيين من التجرؤ على عبور نهر جينشا مرة أخرى. بحلول أغسطس، خسر التبتيون الكثير من الأراضي لصالح قوات ليو وينهوي وما بوفانغ لدرجة أن الدالاي لاما أرسل برقية إلى الحكومة البريطانية في الهند طالبًا المساعدة. دفع الضغط البريطاني الصين إلى إعلان وقف إطلاق النار. وقع ما وليو هدنتين منفصلتين مع التبتيين في 1933، ما أنهى القتال. دعم البريطانيون التبتيين خلال الحرب. واحتفل جنود تشينغهاي وشيكانغ بالنصر على التبتيين بعد انتهاء حربهم.

## ملخص الحرب
أصبح ما بياو قائد لواء دفاع يوشو في 1931. كان ما بياو قائد اللواء الثاني وكان ما شوين قائد اللواء الأول. كان وانغ جيامي أمين سره خلال الحرب ضد التبت. حارب ما بياو مدافعًا عن ليسر سورمانغ ضد التبتيين المهاجمين في 24-26 مارس 1932. فاق عدد القوات التبتية الغازية قوات تشينغهاي المدافعة التابعة لما بياو إلى حد كبير. كان كاي سوتشانغ، زعيم قبيلة بوتشينغ البوذي التبتي المحلي في تشينغهاي، يقاتل إلى جانب تشينغهاي ضد التبتيين الغزاة.
تراجعت قواتهم إلى عاصمة مقاطعة يوشو، جييغو، بقيادة ما بياو للدفاع عنها ضد التبتيين في حين قُدم التماس إلى حكومة جمهورية الصين بقيادة شيانج كاي شيك للحصول على مساعدات عسكرية مثل التلغرافات اللاسلكية والمال والذخيرة والبنادق.
أُرسل تلغراف لاسلكي فحُلت مشكلة الاتصالات. أُرسل ما شوين لتعزيز قوات تشينغهاي ورافقه متخصصون في الدعاية، في حين أذهلت الأفلام المتنقلة والعلاج الطبي الذي قدمه الأطباء سكان التبت البدائيين. 
عزز ما شوين جييغو بعد أن قاتل ما بياو لأكثر من شهرين ضد التبتيين. بلغ تعداد الجيش التبتي 3,000. صد ما بياو هجمات تبتية متكررة – على الرغم من أن قواته كانت أقل عددًا – وذلك لأن التبتيين كانوا غير مستعدين بشكل جيد للحرب، فتكبدوا خسائر أكبر من جيش تشينغهاي.